# Репрезентација Србије у рукомету на песку
Репрезентација Србије у рукомету на песку представља Србију у међународним такмичењима у рукомету на песку и под контролом је Рукометног савеза Србије. ИХФ и ЕХФ третирају репрезентацију Србије као наследницу репрезентација СЦГ и СРЈ.
Највећи успех репрезентација је остварила на СП у Кадизу 2008. године освајањем бронзане медаље.

## Резултати репрезентације

### Европска првенства
| Година                  | Коло             | ИГ | П  | ИЗ | С+ | С- |
| ----------------------- | ---------------- | -- | -- | -- | -- | -- |
| Гаета, 2000.            | Није учествовала | -  | -  | -  | -  | -  |
| Кадиз, 2002.            | 5. место         | 8  | 5  | 3  | 12 | 8  |
| Аланија, 2004.          | 8. место         | 11 | 6  | 5  | 14 | 12 |
| Куксхавен, 2006.        | 5. место         | 11 | 4  | 7  | 12 | 15 |
| Мисано Адриатико, 2007. | 4. место         | 12 | 5  | 7  | 12 | 16 |
| Ларвик, 2009.           | Није учествовала | -  | -  | -  | -  | -  |
| Умаг, 2011.             | 8. место         | 12 | 4  | 8  | 12 | 17 |
| Укупно                  | 5/7              | 54 | 24 | 30 | 62 | 68 |

### Светска првенства
| Година            | Коло             | ИГ | П | ИЗ | С+ | С- |
| ----------------- | ---------------- | -- | - | -- | -- | -- |
| Ел Гуна, 2004.    | Није учествовала | -  | - | -  | -  | -  |
| Копакабана, 2006. | Није учествовала | -  | - | -  | -  | -  |
| Кадиз, 2008.      | 3. место         | 7  | 5 | 2  | 10 | 8  |
| Анталија, 2010.   | Није учествовала | -  | - | -  | -  | -  |
| Маскат, 2012.     | Није учествовала | -  | - | -  | -  | -  |
| Укупно            | 1/5              | 7  | 5 | 2  | 10 | 8  |

## Састав репрезентације на EП 2011.
| Број | Име и презиме                 | Датум рођења        | Клуб            |
| ---- | ----------------------------- | ------------------- | --------------- |
| 1    | Александар Пилиповић (голман) | 31. мај 1986.       | РК Партизан     |
| 10   | Лука Мариновић (голман)       | 17. септембар 1983. | РК Леобен       |
| 2    | Стеван Симић                  | 13. јул 1982.       | РК ПКБ          |
| 3    | Милош Ивошевић                | 29. октобар 1988.   | РК Обилић       |
| 4    | Ненад Мандић                  | 4. март 1991.       | РК Нови Београд |
| 5    | Немања Суџум                  | 6. фебруар 1983.    | РК Вардар       |
| 6    | Славко Крњајац                | 24. мај 1980.       | РК Линц         |
| 7    | Марко Павловић                | 19. децембар 1982.  | РК ПКБ          |
| 8    | Марко Ковачевић               | 22. август 1984.    | РК Мокра Гора   |
| 9    | Иван Дреновац                 | 2. септембар 1979.  | РК ПКБ          |